# (9328) 1990 DL3
A (9328) 1990 DL3 a Naprendszer kisbolygóövében található aszteroida. Henri Debehogne fedezte fel 1990. február 24-én.